# ТЕС Ал-Еззел
26°13′2″ пн. ш. 50°39′34″ сх. д. / 26.21722° пн. ш. 50.65944° сх. д.
ТЕС Ал-Еззел – теплова електростанція у Бахрейні.
У 2006 – 2007 роках на майданчику станції ввели в дію два парогазові блоки комбінованого циклу потужністю 470 МВт та 480 МВт, у кожному з яких дві газові турбіни потужністю по 160 МВт живлять через відповідну кількість котлів-утилізаторів одну парову турбіну з показником 230 МВт.
Як паливо станція використовує природний газ. Можливо відзначити, що в Бахрейні блакитне паливо переважно надходить від газозбірної системи формації Хуфф родовища Бахрейн, крім того, певні обсяги постачає газопереробний завод Banagas, а з 2019 року – також термінал ЗПГ Бахрейн.
Для охолодження використовують морську воду.
Видача продукції відбувається по ЛЕП, розрахованій на роботу під напругою 220 кВ.
Проект реалізували через Al Ezzel Power Company, засновниками якої виступили французька GDF Suez, кувейтська Gulf Investment Corporation (по 45%) та Пенсійний фонд Королівства Бахрейн (10%).